# Kawyrma
Kawyrma lub kawarma (bułg. кавърма od tur. kavurmak – prażyć, wypiekać) – tradycyjne danie główne charakterystyczne dla kuchni bułgarskiej. 
Podstawowe składniki tej zapiekanki mięsno-warzywnej to pokrojone mięso wieprzowe lub cielęce (dziś zamiennie też drobiowe), drobno pokrojone cebule, por i ostre papryczki oraz nieduże ziemniaki pokrojone w kostkę. Często dodaje się rozcieńczony koncentrat pomidorowy i niewielką ilość wina. Całość przyprawiana jest czubrycą, słodką papryką, miętą, pieprzem i solą, i podlewana oliwą w glinianym garnku lub żaroodpornym naczyniu. Następnie powoli (ok. godziny) zapiekana w piecu (piekarniku) w wyższej temperaturze (170-180°C). Nierzadko danie to od razu zapieka się w tradycyjnych naczyniach ceramicznych (гювечета), w których następnie podaje się na stół.  
Inne przepisy Bułgarów dopuszczają jako mięsną podstawę dania również jagnięcinę albo baraninę. Według jednego z nich za kawarmę uważa się mocno przyprawione, obsmażane żeberka wieprzowe duszone z pomidorami w czerwonym winie. 